# Tetidion
Tetidion (en grec antic Θετίδιον o Θεστίδειον), era una ciutat de Tessaliotis, a Tessàlia, prop de Farsàlia on va acampar Luci Quinti Flaminí en la seva segona marxa des de Feres cap a Escotussa abans de la batalla de Cinoscèfales.
Es deia que el seu nom derivava de Tetis, la mare d'Aquil·les, que inicialment era un déu-heroi de la regió de Ftiotis.